# Фестиваль традиционных танцев Китаками
Фестиваль традиционных танцев Китаками (яп. 北上・みちのく芸能まつり) — фестиваль ежегодно проводимый в Китаками. Один из «шести великих фестивалей Тохоку».

## Описание
Фестиваль проводится течение трёх дней. Начало ― первая пятница августа. В первый день горожане устроят парад, во второй день проходит парад народных развлечений и групповые танцы, а в третий день состоится спуск на воду фонариков и фейерверк.
Визитной карточкой города является традиционный «Танец с мечом демона», исполняемый группой из восьми танцоров, наряженных демонами. В дополнение к «Танцу с мечом дьявола», представляющему Китаками, показываются традиционные танцы исполнителей со всего региона Тохоку, такие как танец оленя и танец тигра. В последний (третий) день фестиваля на берегу реки Китаками устраивается фейерверк. В представлении сочетаются музыка, запуск фейерверков и плавучих фонариков на воду. Это один из крупнейших фестивалей фейерверков в регионе Тохоку.
Более 100 групп исполнителей выступают в различных частях города. Основное место проведения — фестивальная площадь города.

Фестиваль традиционных танцев
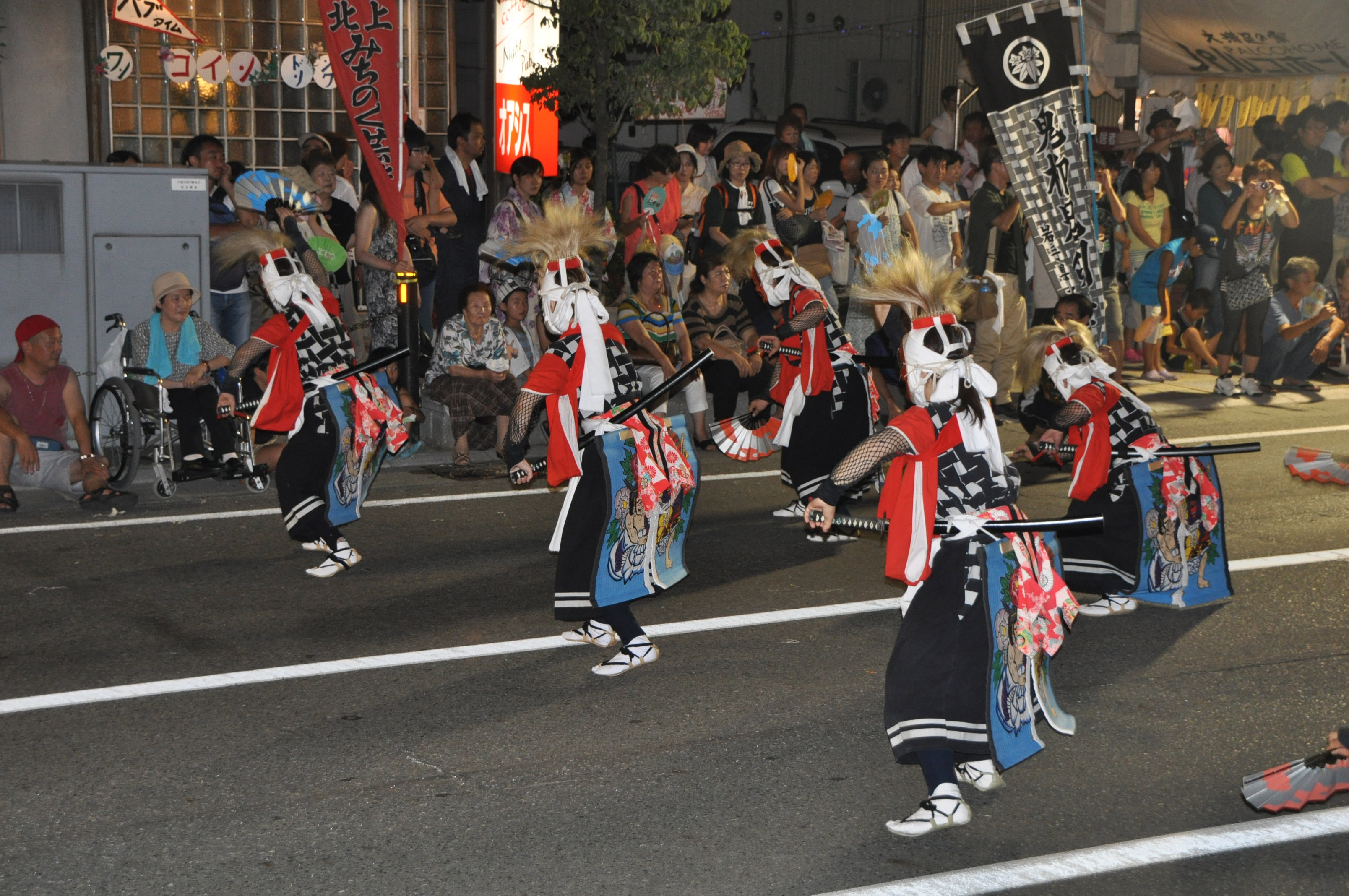
Танец с мечом демона
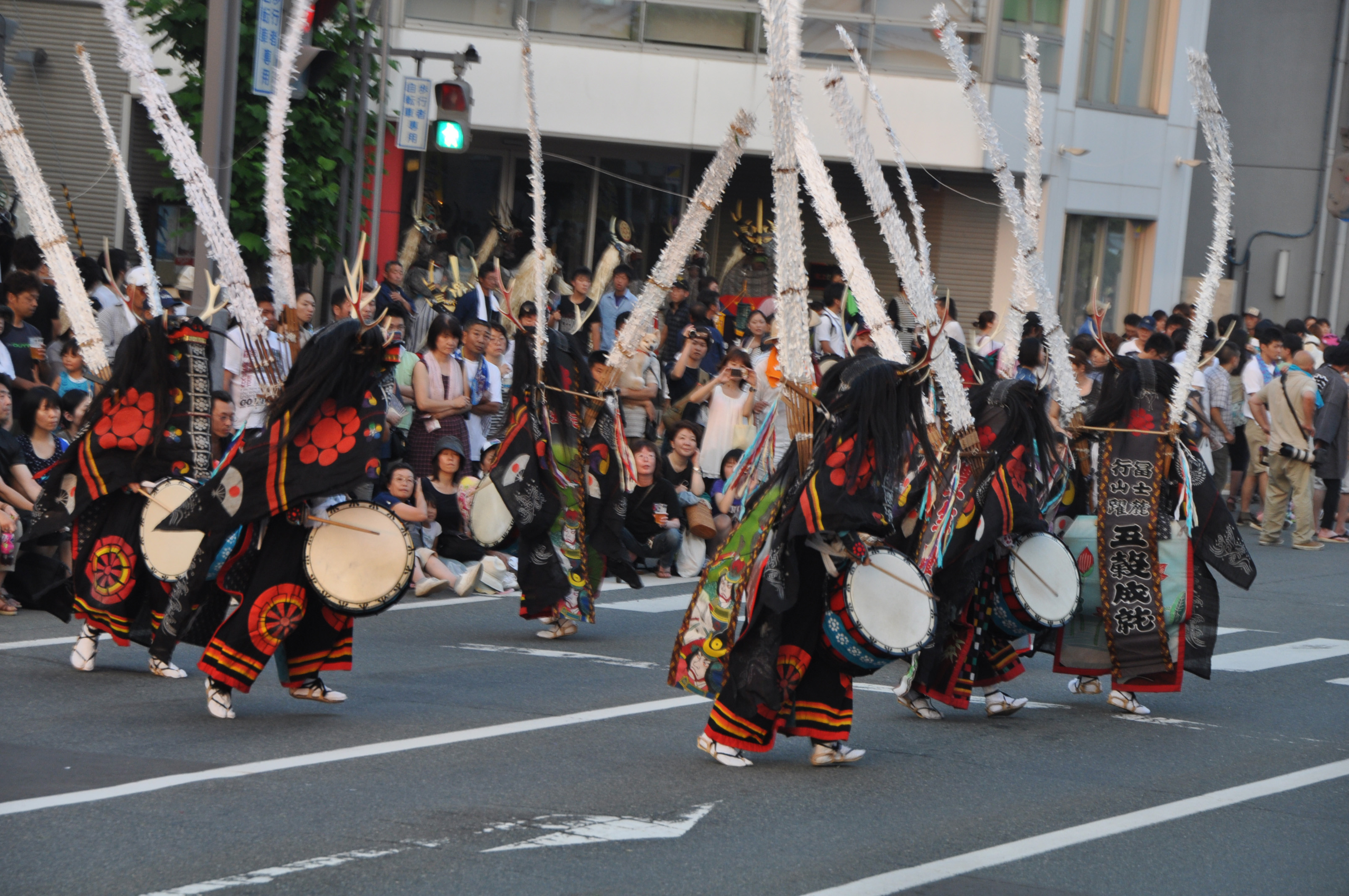
Танец оленей
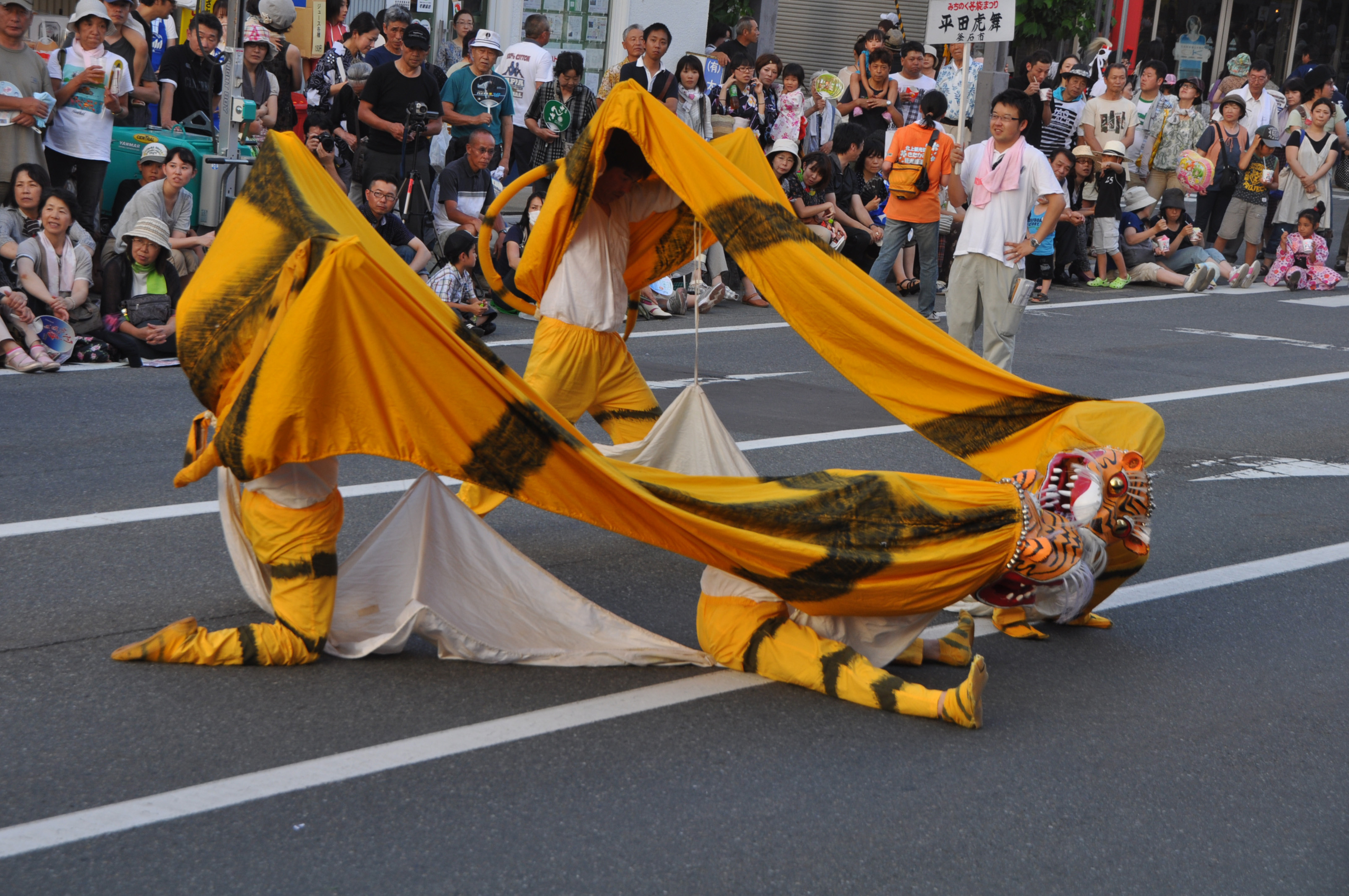
Танец тигров